# ワールド・ワイド・テクノロジー・レースウェイ・アット・ゲートウェイ
ゲートウェイ・インターナショナル・レースウェイ（Gateway International Raceway）は、アメリカ合衆国のサーキット。イリノイ州マディソンに所在する。

## 過去のレース結果

### NHRA フルスロットル・シリーズ
1997
- ジョー・アメイト (TF)
- ロン・カップス (FC)
- ウォレン・ジョンソン (PS)
- ジョン・スミス (PSB)

1998
- ゲイリー・スケルツィ (TF)
- フランク・ペドレゴン (FC)
- カート・ジョンソン (PS)
- マット・ハインズ (PSB)
- ティム・フリーマン (PST)

1999
- ゲイリー・スケルツィ (TF)
- ジョン・フォース (FC)
- ジム・イェイツ (PS)
- アンジェレ・サンペイ (PSB)
- ボブ・パネラ (PST)

2000
- ゲイリー・スケルツィ (TF)
- ジェリー・トリヴァー (FC)
- ロン・クリシャー (PS)
- マット・ハインズ (PSB)
- ジョン・コーリン (PST)

2001
- ダグ・カリッタ (TF)
- トニー・ペドレゴン (FC)
- ウォレン・ジョンソン (PS)
- GT・トングレット (PSB)
- テイラー・ラスター (PST)

2002
- ケニー・バーンシュタイン (TF)
- ジョン・フォース (FC)
- ジェグ・コーリン (PS)
- アンジェレ・サンペイ (PSB)

2003
- ダグ・カリッタ (TF)
- デル・ウォーシャム (FC)
- ロン・クリシャー (PS)
- ジェノ・スカリ (PSB)

2004
- ダグ・カリッタ (TF)
- ゲイリー・スケルツィ (FC)
- グレッグ・アンダーソン (PS)
- スティーブ・ジョンソン (PSB)

2005
- ブランドン・バーンシュタイン (TF)
- ロン・カップス (FC)
- カート・ジョンソン (PS)
- アンジェレ・サンペイ (PSB)

2006
- トニー・シューマッハ (TF)
- トニー・ペドレゴン (FC)
- マイク・エドワーズ (PS)
- チップ・エリス (PSB)

2007
- メラニー・トロクセル (TF)
- ロン・カップス (FC)
- デイヴ・コノリー (PS)
- マット・スミス (PSB)

2008
- ロッド・フュラー (TF)
- ティム・ウィルカーソン (FC)
- カート・ジョンソン (PS)
- アンドリュー・ハインズ (PSM)

2009
- アントロン・ブラウン (TF)
- デル・ウォーシャム (FC)
- ジェグ・コーリンJr. (PS)
- エディ・クラウィック (PSM)

### ネイションワイド・シリーズ
- 1997 - エリオット・サドラー
- 1998 - デイル・アーンハートJr.
- 1999 - デイル・アーンハートJr.
- 2000 - ケヴィン・ハーヴィック
- 2001 - ケヴィン・ハーヴィック
- 2002 - グレッグ・ビッフル
- 2003 - スコット・リグス
- 2004 - マーティン・トゥレックスJr.
- 2005 - リード・ソレンソン
- 2006 - カール・エドワーズ
- 2007 - リード・ソレンソン
- 2008 - カール・エドワーズ
- 2009 - カイル・ブッシュ

### キャンピング・ワールド・トラック・シリーズ
- 1998 - リック・カレリ
- 1999 - グレッグ・ビッフル
- 2000 - ジャック・スプラーグ
- 2001 - テッド・マスグレイヴ
- 2002 - テリー・クック
- 2003 - ブレンダン・ゴーギャン
- 2004 - デヴィッド・スター
- 2005 - テッド・マスグレイヴ
- 2006 - トッド・ボーディン
- 2007 - ジョニー・ベンソン
- 2008 - ロン・ホーナディ
- 2009 - マイク・スキナー

## コースレコード
- NASCAR ネイションワイド・シリーズ 予選：ブラッド・ケセロウスキー & リード・ソレンソン*, 33.158 sec. (135.714 mph), 2009年7月18日
- NASCAR ネイションワイド・シリーズ 本選：カール・エドワーズ, 2 hr. 5 min. 54 sec. (119.142 mph), 2006年7月29日
- NASCAR キャンピング・ワールド・トラック・シリーズ 予選：テッド・マスグレイヴ, 33.294 sec. (135.159 mph), 2005年
- NASCAR キャンピング・ワールド・トラック・シリーズ 本選：ジャック・スプラーグ, 1 hr. 45 min. 31 sec.
- SCCA フォーミュラ・アトランティック Overall: ハンス・ペーター, 53.635, 2008年3月29日 [1]

* Keselowski and Sorenson tied for the fastest laptime in qualifying, both setting a new identical track record. By virtue of being higher in owner's points, Keselowski was given the tiebreaker and credited with the pole.

## 現在の開催レース
- NASCAR ネイションワイド・シリーズ - ミズーリ＝イリノイ・ダッジディーラーズ250 （7月）
- NASCAR ネイションワイド・シリーズ - ミズーリ250 （10月）
- NASCAR キャンピング・ワールド・トラック・シリーズ - キャンピング・ワールド200
- NHRA フルスロットル・ドラッグレーシング・シリーズ - オライリー・ミッドウェスト・ナショナルズ
- アメリカン・ドラッグレーシング・リーグ - ナショナルガードADRLツアー
- USAC クォーター・ミジェットレーシング - クォーター・ミジェットシリーズ・シーズンファイナル

## その他のイベント
メタリカの2000年のサマー・サニタリウム・ツアーは2000年7月3日にゲートウェイ・インターナショナル・レースウェイで終了した。その他にゲートウェイでコンサートを行ったアーティストとしてはコーン、キッド・ロック、パワーマン5000、システム・オブ・ア・ダウンなどがある。

## 参照
1. ↑  http://www.midiv.org/PDF/Track_Records/gir.pdf